# Magnolia splendens
Magnolia splendens este o specie de plante din genul Magnolia, familia Magnoliaceae, descrisă de Ignatz Urban. Conform Catalogue of Life specia Magnolia splendens nu are subspecii cunoscute.